# Warham (Norfolk)
Pour les articles homonymes, voir Warham.
Warham est un village et une paroisse civile du Norfolk, en Angleterre.